# Wydział Inżynierii Lądowej i Gospodarki Zasobami Akademii Górniczo-Hutniczej w Krakowie

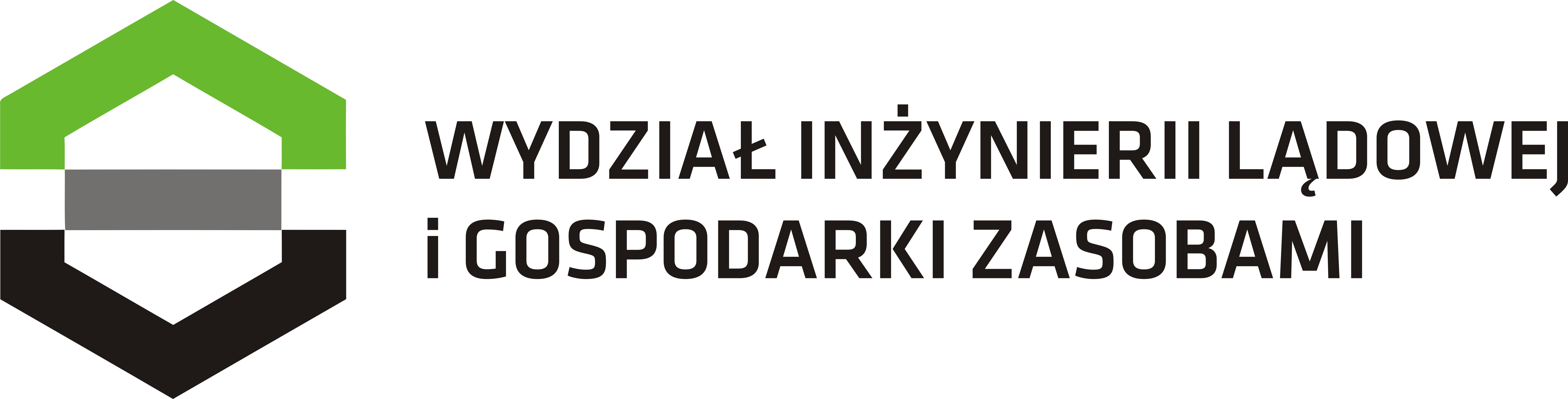
Logotyp WILGZ AGH

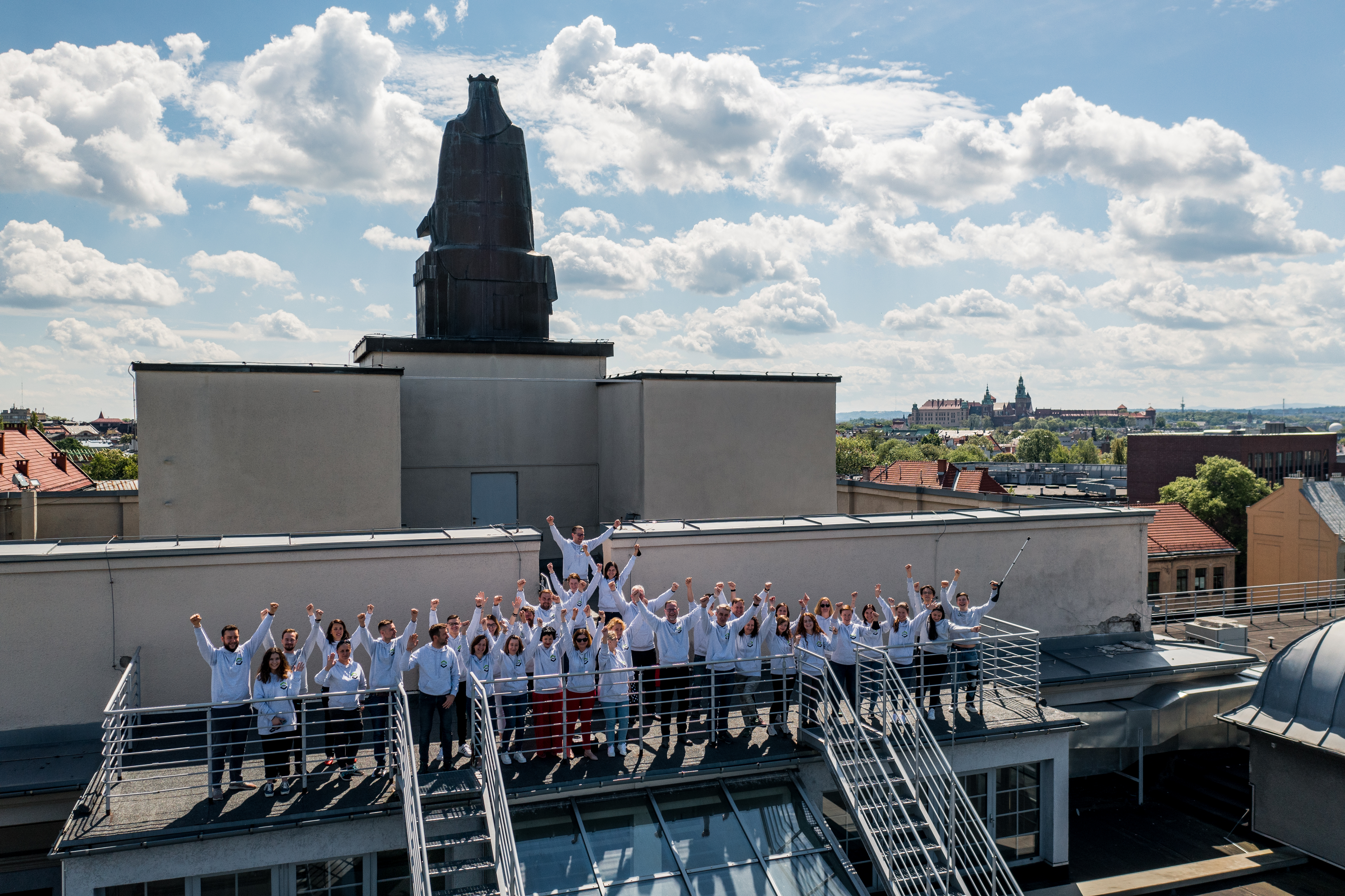
Społeczność Wydziału Inżynierii Lądowej i Gospodarki Zasobami

Wydział Inżynierii Lądowej i Gospodarki Zasobami AGH (WILGZ AGH) – jeden z 18 wydziałów Akademii Górniczo-Hutniczej im. Stanisława Staszica w Krakowie. Siedziba wydziału znajduje się w pawilonie A-4 oraz A-1 AGH przy al. Adama Mickiewicza 30.

## Historia
Wydział Górniczy powstał w 1919, jako jedyny w otwieranej wówczas Akademii Górniczej. Do lat 50. XX wieku historia Wydziału Górnictwa i Geoinżynierii jest historią uczelni.
Obecnie kadra wydziału aktywnie uczestniczy w pracach nad zagospodarowaniem regionów górniczych, rozwiązuje problemy związane z ekonomiką, organizacją i zarządzaniem w przemyśle oraz górnictwie, a także związanych ze zwalczaniem zagrożeń wodnych, gazowych, cieplnych i z tąpaniami. Wydział prowadzi modelową wręcz współpracę z przemysłem w zakresie eksportu polskiej myśli technicznej do krajów niemal całego świata, a także nietypową dla swego charakteru działalność naukową, uczestnicząc w procesie rewaloryzacji i zabezpieczania podziemnej infrastruktury miast. Wydział jest współrealizatorem znacznej liczby umów generalnych zawartych z wieloma instytucjami w kraju i za granicą. Umowy te dotyczą głównie zagadnień współpracy naukowo-badawczej, poprawy bazy laboratoryjnej wydziału, odbywania praktyk studenckich, jak również wspólnego kreowania polityki zatrudnieniowej inżynierów – absolwentów Wydziału Inżynierii Lądowej i Gospodarki Zasobami.
W 2002 zmieniono nazwę wydziału na Wydział Górnictwa i Geoinżynierii.
26 maja 2021, zgodnie z decyzją Rektora AGH JM prof. Jerzego Lisa, zmieniono nazwę Wydziału na Wydział Inżynierii Lądowej i Gospodarki Zasobami.
Wydział współpracuje z wieloma uczelniami i placówkami naukowo-badawczymi w kraju i za granicą (Rosja, Francja, Niemcy, Ukraina, Słowacja, Czechy). Studenci wydziału, w zależności od wybranej specjalności, uzyskują wykształcenie umożliwiające podjęcie pracy w jednostkach administracji publicznej, w działach ochrony środowiska zakładów przemysłowych, w działach ekonomiczno-handlowych, projektowych i inwestycyjnych zakładów górniczych, w zakładach górniczych, zwłaszcza wydobywających kopaliny systemem podziemnym. Nabywają także kwalifikacji do pracy w kierownictwie i nadzorze górniczym oraz w przedsiębiorstwach wykonujących podziemne wyrobiska górnicze i podziemne obiekty inżynierskie. Program studiów na wszystkich specjalnościach kierunku Górnictwo i Geologia spełnia wymagania formalnoprawne stawiane inżynierom zatrudnionym tak w górnictwie podziemnym, jak i odkrywkowym. Obok oferty kształcenia na I, II i III stopniu studiów wydział posiada szeroka ofertę studiów podyplomowych.

## Struktura
Wydział składa się z następujących jednostek:
- Katedra Ekonomiki i Zarządzania w Przemyśle[4]
- Katedra Geomechaniki, Budownictwa i Geotechniki[5]
- Katedra Inżynierii Górniczej i Bezpieczeństwa Pracy[6]
- Katedra Inżynierii Środowiska[7]

## Kierunki i specjalności
Obecnie wydział kształci studentów na następujących kierunkach i specjalnościach:
- Budownictwo
  - specjalności dostępne na studiach II stopnia:
    - Geotechnika i budownictwo specjalne
    - Inżynieria przedsięwzięć budowlanych
    - Konstrukcje budowlane i inżynierskie
    - Renowacja i modernizacja obiektów budowlanych
- Inżynieria i zarządzanie procesami przemysłowymi
  - specjalności dostępne na studiach I i II stopnia:
    - Controlling procesów produkcyjnych
    - Lean Manufacturing
    - Zarządzanie bezpieczeństwem i higieną pracy
    - Zarządzanie przedsiębiorstwem przemysłowym
    - Zarządzanie w inżynierii środowiska
- Inżynieria górnicza
  - specjalności dostępne na studiach II stopnia:
    - Górnictwo podziemne
    - Górnictwo odkrywkowe
    - Geomechanika górnicza i budownictwo podziemne
    - Przeróbka surowców mineralnych
- Inżynieria kształtowania środowiska
  - specjalności dostępne na studiach II stopnia:
    - Instalacje środowiskowe
    - Wentylacja i klimatyzacja przemysłowa
- Rewitalizacja terenów zdegradowanych

## Koło naukowe Kliwent

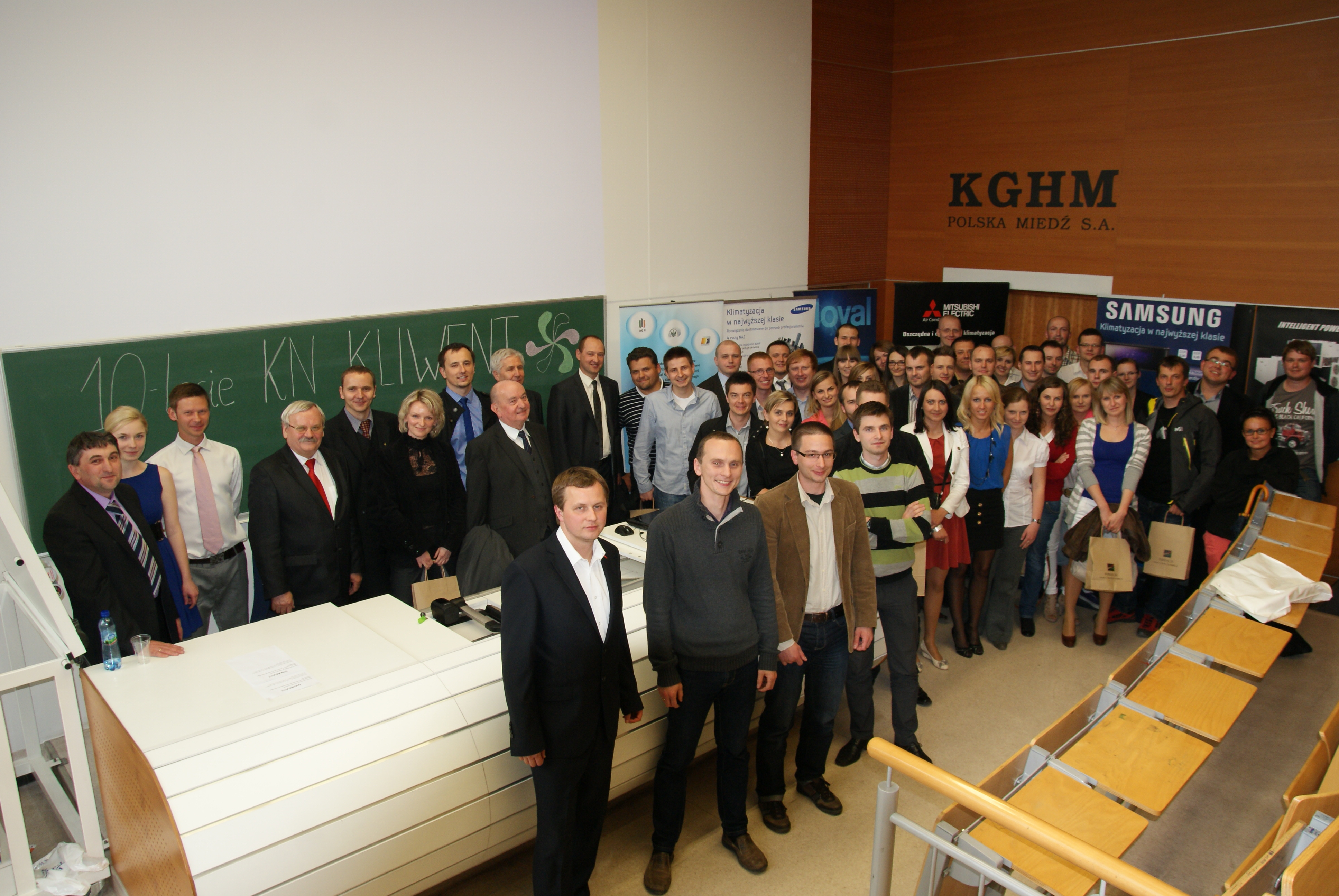
Dziesięciolecie koła naukowego Kliwent.

KN Kliwent zostało utworzone 29 maja 2002 przy Katedrze Górnictwa Podziemnego Akademii Górniczo-Hutniczej. Działalność koła opiera się na poszerzaniu wiedzy z dziedziny wentylacji i klimatyzacji. Jest to osiągane między innymi poprzez kontakty i współpracę z firmami zewnętrznymi. Studenci mają możliwość zwiększania swoich umiejętność poprzez uczestnictwo w szkoleniach organizowanych dla członków, jak i licznych wyjazdach studyjnych. KN Kliwent jest również organizatorem wydarzeń związanych z wentylacją i klimatyzacją takich jak konferencje i seminaria naukowe.
Zarząd:
- przewodniczący: Grzegorz Szot
- zastępca: Joanna Pańczuk
- sekretarz: Klaudia Zwolińska
- sekretarz: Agnieszka Oczkowicz
- sekretarz: Karolina Żbik
- sekretarz: Agnieszka Staszkiewicz
- admin/webmaster: Grzegorz Szot

## Władze
- dziekan: dr hab. inż. Arkadiusz Kustra, prof. uczelni[9]
- prodziekan ds. Nauki: prof. dr hab. inż. Daniel Saramak[9]
- prodziekan ds. Rozwoju: dr hab. inż. Zbigniew Burtan, prof. uczelni[9]
- prodziekan ds. Współpracy Międzynarodowej: prof. dr hab. inż. Piotr Małkowski[9]
- prodziekan ds. Kształcenia: dr inż. Romuald Ogrodnik[9]
- prodziekan ds. Kształcenia: dr Dorota Pawluś[9]